# Rachel Wall
Rachel Wall (née Rachel Schmidt vers 1760 à Carlisle, morte le 8 octobre 1789 à Boston) est une femme pirate américaine. Elle est également la dernière femme pendue dans l'État du Massachusetts.

## Biographie
Rachel Schmidt naît dans une famille presbytérienne de Carlisle vers 1760. Elle quitte le domicile parental à 16 ans pour habiter près de la côte, puis rencontre un pêcheur nommé George Wall. Le jeune couple se marie, contre la volonté des parents de Rachel, et part à New York, puis Philadelphie, avant de s’établir à Boston.
George s’engage alors comme pêcheur, tandis que Rachel travaille comme servante dans le quartier de Beacon Hill. En 1781, lors d’un retour de son mari, Rachel rejoint la piraterie : tous deux volent un bateau, l’Essex, et naviguent le long des côtes du New Hampshire. Leur mode opératoire consiste à feindre une avarie et à appeler à l’aide ; lorsqu’un autre navire s’approche d’eux pour les aider, leur équipage peut alors l’aborder et le piller.
Rachel Wall arrête ses activités de pirate après la mort de son mari, mais les circonstances en sont floues : d’après certaines sources, il aurait péri lors d’une tempête en mer lors de la destruction de leur bateau, d’autres affirment qu’il serait mort en combattant en mer.
De retour à Boston, Wall s’adonne au vol ; elle est condamnée une première fois en 1785 à quinze coups de fouet pour des larcins chez Perez Morton, un avocat réputé ; puis trois ans plus tard à être exposée sur le gibet, la corde au cou, et flagellée en public, pour effraction et vol chez Lemuel Ludden. Comme elle n’est pas en mesure de payer les amendes associées à ses condamnations, le tribunal décrète que quiconque paye pour elle peut ensuite l’employer pendant trois ans ; elle est donc servante en 1789, lorsqu’elle agresse supposément la jeune Margaret Bender le 27 mars pour lui voler son bonnet. Rachel Wall est alors surprise en flagrant délit par Thomas Dawes et Charles Berry, puis arrêtée et conduite en prison. 
Elle est jugée le 10 septembre et condamnée à la mort par pendaison par le juge Cushing, alors qu’elle clame son innocence pour les faits qui lui sont reprochés tout en confessant ses actes de piraterie plus anciens. Elle est pendue avec deux autres condamnés, William Smith et William Dunogan, à Boston Common le 8 octobre 1789. Rachel Wall est ainsi la dernière femme exécutée au Massachusetts.